# Maurice E. Crumpacker

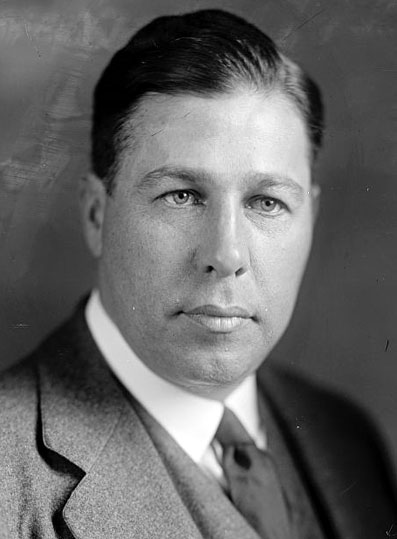
Maurice E. Crumpacker

Maurice Edgar Crumpacker (* 19. Dezember 1886 in Valparaiso, Indiana; † 24. Juli 1927 in San Francisco) war ein US-amerikanischer Politiker. Zwischen 1925 und 1927 vertrat er den dritten Wahlbezirk des Bundesstaates Oregon im US-Repräsentantenhaus.

## Frühe Jahre
Maurice Crumpacker war Mitglied einer bekannten Politikerfamilie aus Indiana. Sein Vater Edgar war zwischen 1897 und 1912 Kongressabgeordneter für den Staat Indiana, sein Cousin Shepard vertrat zwischen 1951 und 1956 ebenfalls diesen Staat im Kongress. Maurice besuchte die öffentlichen Schulen seiner Heimat und in Washington, D.C. Danach absolvierte er bis 1905 die Militärakademie in Culver. Daraufhin folgte ein Studium an der University of Michigan in Ann Arbor, das er 1909 abschloss. Maurice Crumpacker beendete seine Ausbildung im Jahr 1912 mit einem Jurastudium an der juristischen Fakultät der Harvard University. Nach seiner im selben Jahr erfolgten Zulassung als Rechtsanwalt zog er nach Portland in Oregon, wo er als Rechtsanwalt arbeitete. Während des Ersten Weltkriegs gehörte er dem Fliegerkorps der Streitkräfte an. Er war mit Cully Cook Crumpacker verheiratet, mit der er drei Söhne hatte.

## Kongressabgeordneter
Im Jahr 1921 war Crumpacker stellvertretender Bezirksstaatsanwalt im Multnomah County. Er wurde Mitglied der Republikanischen Partei und kandidierte im Jahr 1922 erstmals für das US-Repräsentantenhaus. Diese Kandidatur blieb allerdings erfolglos. Zwei Jahre später hatte er mehr Erfolg und wurde als Abgeordneter in den Kongress gewählt. Dort trat er am 4. März 1925 die Nachfolge von Elton Watkins an. Bei den Wahlen des Jahres 1926 wurde er in seinem Mandat bestätigt. Am 4. März 1927 trat er seine zweite Legislaturperiode im Repräsentantenhaus an.

## Mysteriöser Tod
Im Juli 1927 folgte Crumpacker einer Einladung nach Kalifornien. Mit einem Sonderzug fuhr er zusammen mit Nicholas Longworth, dem Sprecher des Repräsentantenhauses, von Seattle in Richtung Süden. Das Ziel war Salinas und die Ranch von US-Senator James D. Phelan. Auf der Reise fühlte sich Crumpacker unwohl. Am 22. Juli machte der Zug in San Francisco einen Zwischenstopp. Zur Abfahrtszeit war Crumpacker verschwunden. Man fand ihn später verstört an einem Bordstein. Er behauptete, vergiftet worden zu sein, und wurde in ein Krankenhaus gebracht, wo man feststellte, dass er unter großem nervlichen Druck stand und Symptome von Paranoia aufwies. Am folgenden Morgen wurde er wieder aus dem Krankenhaus entlassen. Er sollte in Begleitung eines Journalisten die Heimreise nach Portland antreten. Vor der Abfahrt gingen die beiden Männer an der Bucht von San Francisco spazieren, als Crumpacker ins Wasser sprang und ertrank. Später fand man Notizen bei ihm, in denen er behauptete, er werde von seinen Freunden ermordet.